# Параскевас Зервеас
Параскевас Зервеас, известен като капитан Параскевас (на гръцки: Παρασκευάς Ζερβέας, καπετάν Παρασκευάς), е гръцки офицер и революционер, деец на Гръцката въоръжена пропаганда в Македония от началото на XX век.

## Биография
Зервеас по произход е от Кардамили, Мани, Гърция, но семейството му живее в Спарта. Служи в гръцката армия. Става подкапитан в четата на Константинос Сарос (капитан Калас) и действа в него в района на Ениджевардарското езеро. Участва в нападението на колибите Кунка и Корака, при което е ранен сериозно в ръката. От раната заболява от треска и е изтеглен в Урумлъка, където остава една година. Пенсионира се като лейтенант и умира в Атина в 1940 година.